# David Park
David Park (17 mars 1911 - 20 septembre 1960) est un peintre et un pionnier de l'École de San Francisco durant les années 1950.

## Biographie
David Park fait partie des jeunes artistes de l'après-guerre qui intègrent la California School of Fine Arts. Il contribue à faire renaitre l'intérêt pour l'art figuratif à partir d'un travail tout en expérimentation autour de formes abstraites. Avec Richard Diebenkorn et Elmer Bischoff, Park rompt avec l'esprit dominant la peinture de l'époque, supporté par Clyfford Still, lui-même enseignant à l'institut, créant les bases de ce qu'on appellera bientôt l'École de San Francisco. Leur influence se ressent sur le travail des artistes de ce mouvement plus tard, notamment Paul John Wonner, Nathan Oliveira, Manuel Neri, Henry Villierme et Joan Brown.
Ces peintres commencent leur carrière dans un style plutôt « objectif » (par opposition à l'expressionnisme), passant de la structure de l'espace par des formes abstraites à une interprétation du monde physique et des sujets de représentation par l'expérimentation picturale (formes, couleurs, textures et températures). Park réalise alors que la focalisation sur l'abstraction attire l'attention sur l'artiste et non sur l'œuvre. Il estime donc plus important de se recentrer sur le présent, de dialoguer avec la nature. « Je crois que nous vivons une époque qui privilégie le besoin de nouveauté, de promouvoir des concepts. »
David Park se lance dans la peinture figurative de 1950 à la fin de la décennie. C'est à ce moment-là qu'il apprend être atteint d'un cancer.
Travaillant essentiellement de mémoire, il peint d'abord ce qu'il voit : les enfants qui jouent dans la rue, les musiciens, ses copains, les gens chez eux. Plus tard, il se lance dans de plus classiques nus, des baigneuses, mais dans un style monumental. Lorsque la maladie l'empêche de peindre à l'huile, il continue de travailler à l'aquarelle jusqu'au dernier moment. Il meurt en 1960.
Une rétrospective de son œuvre a eu lieu au Whitney Museum of American Art de New York, en 1988–1989.